# Peder Holm (komponist)
 Der er flere personer med dette navn, se Peter Holm.
Peder Holm (30. september 1926 - 22. august 2020) var en dansk komponist. Han var sønnesøn af violinisten og komponisten Ludvig Holm og oldebarn af bratschisten og komponisten Vilhelm Christian Holm.
Peder Holm fik fra seksårsalderen klaverundervisning. Allerede som niårig tog han fat på at komponere og han fik i sin gymnasietid opført skoleoperaen Rosamunde. i 1944 blev hans Concertino for klaver og strygere opført på restaurant Tokanten hvor der i besættelsesårene afholdtes udstillinger og koncerter.
Fra 1945-1947 studerede han violin og musikteori ved Det Kongelige Danske Musikkonservatorium i København med bl.a. Knud Jeppesen som lærer. I 1950 tog han musikpædagogisk eksamen i klaver og violin, og året før var han begyndt at undervise på det private konservatorium i Esbjerg og fungere som repetitør for det nyoprettede Vestjysk Symfoniorkester, et amatørorkester med enkelte professionelle musikere.
Han var en slags "musikalsk altmuligmand" på stedet, men fra 1954 var han pædagogisk leder af konservatoriet og fast dirigent for orkestret. I 1967 oprettedes på Peder Holms initiativ Vestjysk Kammerensemble med 10 professionelle musikere, som foruden at spille kammerkoncerter danner grundstammen i symfoniorkestret og underviser ved konservatoriet. I 1974 overtog staten konservatoriet og Peder Holm fortsatte som rektor frem til 1977. Han fortsatte dog med at undervise frem til 1989.
I 1969 startede han på konservatoriet i Esbjerg Almen Musikleder-uddannelse. Fra 1963-1967 var han medlem af DRs programudvalg og 1965-1968 af Statens Kunstfonds udvalg for tonekunsten.

## Musikken
En stor del af Peder Holms musik har haft pædagogisk sigte, idet den er skrevet for børn eller amatører. Han har udgivet egentlige skoler for strygere og blæsere, og han har skrevet mange korkompositioner, der både klinger smukt og udfordrer amatørernes evner. Men han har dog også skrevet mere krævende musik for professionelle.

### 1940’erne
- Strygekvartet i 5 Satser (1944)
- Lille Serenade for 5 Strygere (1944)
- Glimt (suite for klaver – 1947)
- Forårsmusik (suite for orkester – 1947)
- Strygekvartet nr. 1 i h (1947)
- 8 kanons til tekster af Jørgen Gustava Brandt (1947)
- Klaversonate i C (1947 – muligvis identisk med orgelsonate fra 2000)
- Våren og Trekanten (Lyrisk Kammeropera af Jørgen Gustava Brandt – 1948)
- 3 Smaastykker for fire Hænder (klaver 1948)
- Miniature-Suite (violin og klaver – 1948)
- Strygekvartet nr. 2 (1948)
- 4 Smaastykker paa Rad (klaver 1948)
- 3 Klaverstykker (1949)

### 1950’erne
- Klaversonate nr. 2 (1950)
- Bratschkoncert (1950)
- Strygekvartet nr. 3 (1951)
- 2 Høstsange (O Høst med Frugt belæsset af William Blake/Kai Friis-Møller; Høst/Fugle trækker i lange Byger af Vilhelm Grønbeck – 1951)
- Violinkoncert (1952)
- Klaverkoncert (1953)
- Fantasi (cello og orkester 1954)
- Fantasi (bratsch og orkester 1954)
- Fantasi (cello og klaver 1954)
- Fantasi (bratsch og klaver 1954)
- Symfoni nr. l (1955)
- Divertimento (2 violiner og bratsch 1955)
- Koncert for orkester (1955)
- Preludio, scherzo e fantasia (orkester 1956)
- Strygekvartet nr. 4 (1956)
- Symfonisk dans (orkester 1957)
- Homo natus (mezzosopran og orgel – 1957)
- Musik til 5 digte af Birte Arnbak (mezzosopran og ensemble – 1957)
- Det røde træ (sang 1957)
- Kvartet (klaver, violin, bratsch og cello – 1958)
- Capriccio (klaver, violin og cello 1959)
- Capriccio (orkester 1959)

### 1960’erne
- Ingen mad i dag, men i morgen (opera – 1962)
- Pezzo Concertante (orkester 1964)
- Tre orkesterstykker (orkester 1966)
- To skitser (trompet, basun og orkester 1966)
- Strygekvartet (1967)
- Vyl (orkester 1967)
- Khebeb (2 klaverer og orkester 1968)

### 1970’erne
- Concertino (trompet og orkester – 1970)
- Thi alt kød er som græs (motet for blandet kor – 1971)
- To stykker for blæserkvintet (1971)
- Little suite (5 celloer 1972)
- En ko (Ole Sarvig – 4-stemmig blandet kor 1972)
- Dødeminde for 4-st. blandet (af Ole Sarvig 1972)
- Pikkutikka (børnegruppe og symfoniorkester – 1973)
- Ene mene for blandet kor (af Benny Andersen – 1973)
- Septemberaften (5 sange for blandet kor af Viggo Stuckenberg – 1973)
- Indskrift (af Frank Jæger – blandet kor a cappella – 1973)
- Mobile, for blandet kor (af Hans Jørgen Nielsen – 1973)
- Hils Børge (blandet kor SAB 1973)
- Børneremser (børnekor og instrumenter 1974)
- Concertino (klarinet og kammerorkester 1974)
- Nocturne (SSATB 1975)
- Concertino nr. 2 (klaver og strygere 1975)
- Tre Davidssalmer og et Gloria (blandet kor og orgel 1975)
- Sammusik (Spil sammen-ugen 1975 – af Per Aage Brandt og Arne Herløv Petersen – for 11 vokal/instrumentalgrupper – 1975)
- Forår på heden (lige stemmer, altblokfløjte, klokkespil, gong og strygere – 1975)
- Strygekvartet nr. 6 (1976)
- March for Herbert (brassband 1977)
- Fantasi (violin og strygere 1978)
- Festmusik (brassband 1978)
- Nocturne (orkester 1979)

### 1980’erne
- Kvintet (messingblæsere 1980)
- 3 stykker for brassband (1981)
- Min sjæl lov Herren (salme 104 for SSAATB a cappella – Landsstævnet 1981)
- Dengang i Bethlehem (Juleevangeliet ved Johannes Møllehave – 1981)
- Solen kender sin nedgangstid (salme 104 – 7stemmig kor 1982)
- 4 sange for blandet kor Ole Sarvig (Kobberblade/Alting, som var smukt; Modne/Tavse, tavse sodbrune kærner; Ung nat/Månen hang og kimede; Vandring/Jeg kommer fra drømmenes tågede sletter – 1982)
- Fire strofiske sange for mandskor (Thøger Larsen: Forårsmorgen; Sommeraften; Sommerhalvåret; Høstnat – 1982)
- Forårsfumlesvampe (af Jørgen Årup Hansen og Piet Hein – 3 kor af lige stemmer og instrumenter – 1982)
- Vildering Kongesøn og Miseri Mø (syngespil – 1983)
- Fire korsange (blandet kor 1984)
- Canon (1-12 celloer – 1984)
- Dværgen og andre (orkester 1984)
- Hedebys genganger (for 3 orkestergrupper (Kolding Musikskole) – 1985)
- Caccia (klaver 1985)
- Siun (guitar 1986)
- Gobelin (blokfløjte og guitar 1986)
- Lange vinter af Frank Jæger (blandet kor 1986)
- På høje tid (Benny Andersen 4-stemmig blandet kor – 1986)
- Fire sange for blandet kor (af Ole Sarvig: Kobberblade; Modne; Ung nat; Vandring – 1987)
- 2 sange for 4 lige stemmer (Børnesang (Ole Wivel); Barnetegning (William Heinesen) – 1988)
- 3 sange for lige stemmer (Højsommer (Per Lange); Vinter-remsen (Kumbel); Huskat (Kumbel) 1988)
- Ode til Aaret (blandet kor 1988)

### 1990’erne+
- To billeder (5-stemmig blandet kor 1992)
- Pyk (blokfløjter SAT – 1994)
- Ode til året (af Frank Jæger – blandet kor a cappella – 1994)
- Vildering Suite (brassband 1997)
- Ørken og hede (Esajas for SSATB 1997)
- Og du, mit barn (8-stemmigt blandet kor, Esajas' bog – 1998)
- Orgelsonate (1947 for klaver/orgel 2000)

### Instrumentskoler
- Violinskole
- Min sammenspilsbog; I+II blokfløjteensemble
- Strygerskole I +II; sammenspil
- Blæserskole – sammenspil
- Cello I-II), elementær celloskole